# カムデン (サウスカロライナ州)
カムデン（英: Camden）は、アメリカ合衆国サウスカロライナ州の都市。カーショー郡の郡庁所在地である。人口は7,764人（2020年）。州都コロンビアの都市圏に属している。

## 地理
アメリカ合衆国国勢調査局に拠れば、市域全面積は10.68平方マイル (27.7 km2)であり、このうち陸地10.07平方マイル (26.1 km2)、水域は0.61平方マイル (1.6 km2)で水域率は5.71%である。

## 歴史
カムデンは、サウスカロライナ州の都市の中では4番目に古い都市であり、内陸では最古である。1500年代に存在したコフィタチェキ族インディアン領土の中心に近かった。1730年、カムデンはイギリス王ジョージ2世が命令したタウンシップ計画の一部となった。カーショー郡の公式サイトには、「イギリス王ジョージ2世がサウスカロライナの川沿いに11の内陸タウンシップを設立するよう命じたときに、ウォーターリー川の湿地（現在のカムデンの南）にフレデリックスバーグの町として当初1732年に区画割りが決められ、地域開拓者の中には町で測量された区画を選ばずに、北の標高の高い土地を選んだ。間もなくそのタウンシップは消失した」と書かれている。1758年、イングランドのヨークシャーからジョセフ・カーショーがこのタウンシップに移住してきた、店を建て、町の名前をパインツリーヒルと変えた。カムデンは植民地で内陸の交易中心となった。カーショーは、植民地の権利を擁護したカムデン卿にちなんで、町をカムデンとすることを提唱した。
1780年5月、アメリカ独立戦争がチャールストンに及び、イギリスの支配するところとなった。イギリス軍チャールズ・コーンウォリス卿が、ロイヤリストとイギリス正規軍合計で2,500名を率い、カムデンに行軍してきて、南部戦線のためのイギリス軍主要補給点を設立した。独立戦争の中でもアメリカ側最大の敗北となったカムデンの戦いは1780年8月16日にカムデン市の近くで起こり、さらに1781年4月25日、ホブカークスヒルの戦いはナサニエル・グリーン将軍の率いた約1,400名の植民地軍と、フランシス・ロードン卿の率いたロイヤリストとイギリス正規軍約950名の間で戦われた。ホブカークスヒルの戦いはイギリス軍が勝利したが、損失も多く出しており、カムデンを離れて海岸部への撤退を強いられることになった。独立戦争の終結後、カムデンはチャールストンや世界との直接の結びつきにより、内陸の主要な交易町として成長した。地域の生産品に加えて、ノースカロライナの内陸部やさらに西の奥地から出されてきた産品が、カムデンからチャールストンまで、ウォーターリー川の平底船に積まれて輸送された。この川船は、1842年に鉄道が開通してからは鉄道に置き換えられた。
カムデンは南北戦争に直接巻き込まれることはなかったが、重要な働きした将軍6人を送り出した。リチャード・ローランド・カークランドは、「メアリーズハイツの天使」と呼ばれ、旧クエーカー墓地に埋葬されている。終戦の時に、ウィリアム・シャーマン将軍の部隊がカムデン中心街全体の建物など、南軍の資産やその近くのものを焼いた。この戦争でカムデン近くの小競り合いで戦死した者が北軍の士官として最後の戦死者となった。
1880年代半ばから、カムデンの地域は次第に裕福な北部の家族が冬を過ごす観光地になってきた。1930年代からは3つのリゾートホテルが冬の観光のために最新の設備を備えた。町には多くの乗馬設備があり、現在もアメリカでは3番目に古いポロの試合場がある。冬には1,500頭以上のサラブレッドが地域で飼われている。馬に関する興味は継続して、馬関連産業が今日では郡経済の主要な部分となっている。このことによって、郡は「世界の障害競走（競馬）首都」と呼ばれている。
カムデンは歴史が長く、長年北部の金持ちなどの冬の避寒地となってきたので、サウスカロライナ州やそれ以外の州にある同様な大きさの町と比べて、南北戦争以前のうらやむべき家屋があり特徴ある魅力を残している。

## 文化財

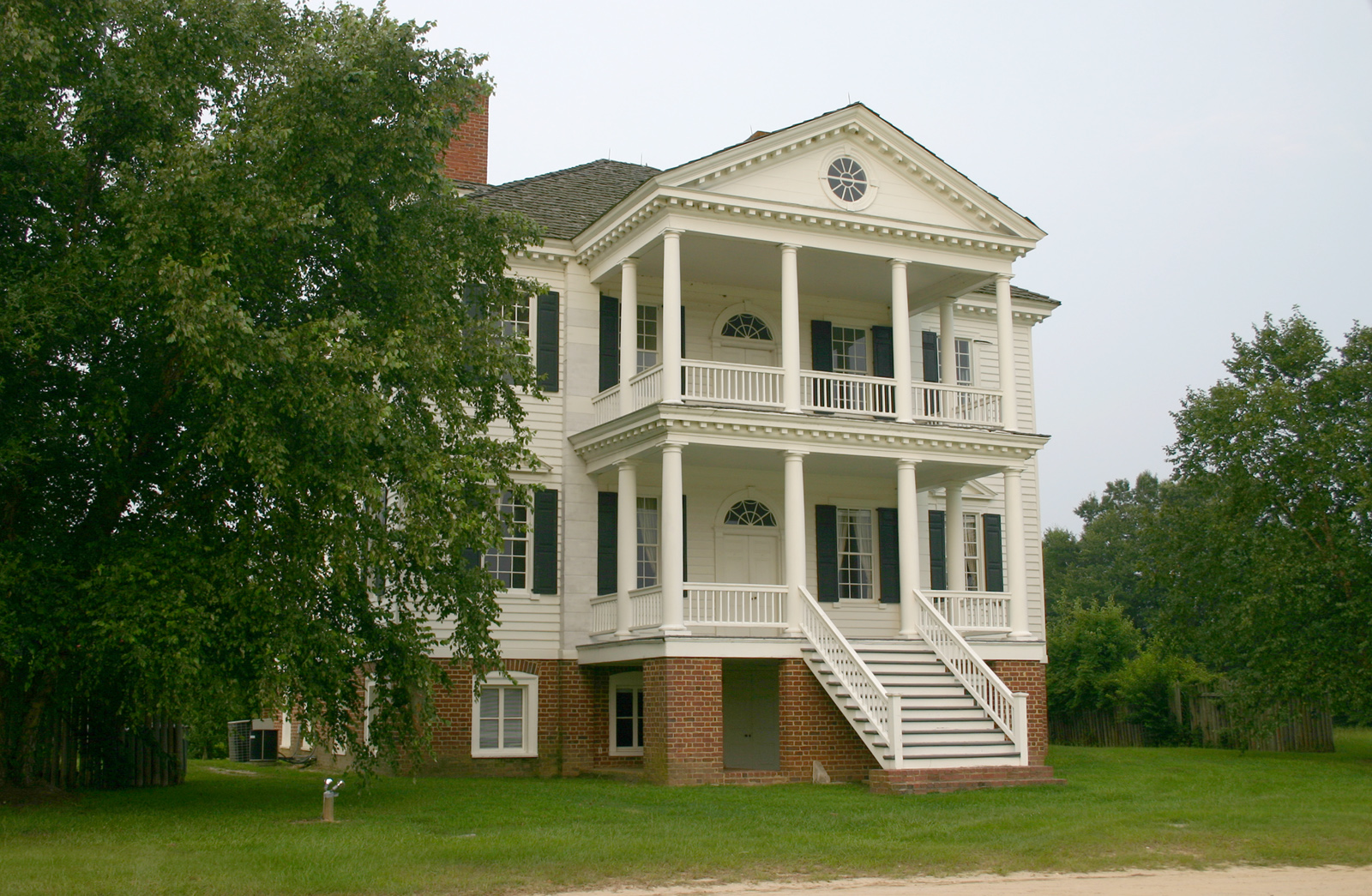
カーショー邸

カムデン市内にあるアメリカ合衆国国家歴史登録財に指定されているものとして、アダムソン・マウンズ遺跡、ベルモント・ネック遺跡、ベセスダ長老派教会、ボイキン・ミル複合施設、カムデンの戦い戦場跡、ザカライア・キャンティ邸、カーターヒル（プランテーション）、カムデン市歴史地区、クールスプリングス（邸宅）、トマス・イングリッシュ邸、歴史的カムデン独立戦争時の復元、ケンドール・ミル歴史地区、マクドウェル史跡、マルベリー・プランテーション（ジェイムズとメアリー・ボイキン・チェスナット邸）、シーボード・エア・ライン鉄道カムデン駅がある。
- カーショー邸

1775年から1780年に最初に建てられたジョージア調邸宅、カムデンの指導者で商人だったジョセフ・カーショーが建てた。独立戦争の1780年から1781年はイギリス軍の作戦本部になった。1865年に一度焼失し、1968年には考古学調査が行われた。その後の1974年から1977年に再建された。

## 人口動態
以下は2010年国勢調査による人口統計データである。
| 基礎データ - 人口: 6,838 人 - 世帯数: 2,967 世帯 - 家族数: 1,800 家族 - 人口密度: 267.4人/km2（692.2 人/mi2） - 住居数: 3,544 軒 - 住居密度: 127.9軒/km2（331.8 軒/mi2） 人種別人口構成 - 白人: 62.2% - アフリカン・アメリカン: 35.1% - ネイティブ・アメリカン: 0.20% - アジア人: 0.7% - 太平洋諸島系: 0.% - その他の人種: 2.7% - 混血: 1.1% - ヒスパニック・ラテン系: 2.4% 年齢別人口構成 - 18歳未満: 21.9% - 18-39歳: 20.1% - 40-64歳: 34.5% - 65-84歳: 17.3% - 85歳以上: 4.3% - 年齢の中央値: 45歳 - 性比（女性100人あたり男性の人口） - 総人口: 81.8 | 世帯と家族（対世帯数） - 18歳未満の子供がいる: 27.7% - 結婚・同居している夫婦: 41.1% - 未婚・離婚・死別女性が世帯主: 16.5% - 非家族世帯: 36.3% - 単身世帯: 35.6% - 65歳以上の老人1人暮らし: 18.9% - 平均構成人数 - 世帯: 2.26人 - 家族: 2.94人 収入と家計 - 収入の中央値 - 世帯: 48,313米ドル - 家族: 62,140米ドル - 性別 - 男性: 42,597米ドル - 女性: 32,524米ドル - 人口1人あたり収入: 26,385米ドル - 貧困線以下 - 対人口: 15.4% - 対家族数: 13.7% - 18歳未満: 19.3% - 65歳以上: 13.2% |

## カロライナ・カップ
カロライナ・カップは毎年3月最終土曜日から4月第1土曜日のどちらかに開かれる競馬障害競走である。最初のレースは1930年3月22日に行われ、第二次世界大戦中の1943年から1945年までの中断はあったが、それからは毎年開催されるようになった。このレースはサウスカロライナ州の伝統となり、例年7万人以上の観衆を集めている。
サウスカロライナ州の州法では競馬の賭け事を禁じているが、その中でこの競走は特異なものになっている。

## コロニアル・カップ
スプリングデール競馬場では1970年から毎年11月第3日曜日にマリオン・デュポン・スコット・コロニアル・カップというレースを開催している。サラブレッドの飼育者だったマリオン・デュポン・スコットは、バージニア州オレンジ郡にあるジェームズ・マディソンの邸宅モントピリアに加えて、1944年からその死の1983年まで、カムデンのホリー・ヘッジ邸宅も持っていた。

## 教育
- カムデン高校
- 応用工学教育キャンパス
- カムデン中学校
- カムデン創造的芸術小学校
- パインツリーヒル小学校
- ジャクソン小学校
- カムデン士官学校
- バックリー弁論術学校

## 交通
- シーボード・エア・ライン鉄道カムデン駅
- ウッドワード飛行場、カーショー郡空港とも呼ばれる

## 著名な出身者
- メアリー・チェスナット - 著作家、南北戦争時の日記文学者
- サミュエル・E・ライト - 俳優、ブロードウェイ・シアターの出演者
- ラリー・ドビー - メジャーリーグベースボール選手、アメリカンリーグでは最初の黒人選手
- バーナード・バルーク - 資本家、フランクリン・ルーズベルト大統領の顧問
- マイケル・コーン - メジャーリーグベースボール選手、アトランタ・ブレーブス